# Cytophaga
Genre
Le genre Cytophaga rassemble des bactéries en forme de bâtonnet, à coloration de gram négatif, aérobie strict ou aéro-anaérobie facultative.

## Description
Les Cytophaga sont des bactéries communes dans le sol, les eaux douces et marines, les eaux usées, les matières organiques en décomposition, les déjections animales. Elles sont capables de dégrader un grand nombre de molécules organiques (protéines, polysaccharides, cellulose, chitine, amidon…) et représentent un groupe bactérien très important dans la transformation aérobie de la matière organique. On retrouve ces bactéries dans les stations d'épuration, où elles représentent une grande partie de la population bactérienne. Elles participent aux traitements des eaux usées.
Certaines bactéries Cytophaga posent des problèmes car elles endommagent le matériel utilisé pour la pêche ainsi que les structures en bois.
Ces bactéries ont une particularité. Étant dépourvu de flagelles, elles ne peuvent les utiliser pour se déplacer dans le milieu aquatique. Elles se déplacent par glissement. Quand elles entrent en contact avec une surface, elles peuvent se déplacer en glissant dessus, en laissant derrière elles une trace visqueuse.
Ce mode de déplacement est rapide : les bactéries du genre Cytophaga peuvent parcourir 150μm en une minute.
Cette mobilité apporte de grands avantages aux bactéries, qui peuvent glisser sur des substrats macromoléculaires insolubles (comme la cellulose) et les digérer activement.

## Pathogénicité
Certaines espèces du genre Cytophaga sont pathogènes. Par exemple, Cytophaga columnaris est responsable chez les poissons de maladies telles que la maladie columnarienne.

## Liste des espèces
Selon LPSN (9 juin 2025), il existe 2 espèces publiées de manière valide :
- Cytophaga aurantiaca (ex Winogradsky 1929) Reichenbach 1989
- Cytophaga hutchinsonii Winogradsky 1929

### Espèces aux noms non valides
Selon LPSN (9 juin 2025), plusieurs espèces sont en attente de publication de manière valide :
- "Cytophaga allerginae" Alevy et Compas 1987
- "Cytophaga antarctica" Inoue et Komagata 1976
- "Cytophaga drobachiensis" Barbeyron et al. 1998
- "Cytophaga lutea" Winogradsky 1929
- (Candidatus): Cytophaga massiliensis Pagnier et al. 2008
- "Cytophaga tenuissima" Winogradsky 1929
- "Cytophaga xantha" Inoue and Komagata 1976

## Taxonomie
Le nom correct complet (avec auteur) de ce taxon est Cytophaga Winogradsky 1929.
L'espèce type est Cytophaga hutchinsonii Winogradsky 1929.

### Étymologie
L'étymologie du nom de genre Cytophaga est la suivante : Cy.to.pha.ga. Gr. neut. n. kytos, creux, récipient, bocal et en biologie une cellule; Gr. inf. v. phageîn, manger; N.L. fem. n. Cytophaga, mangeur de cellules, dans le sens de dévorer la membrane cellulaire, digérer la cellulose.